# Dave's Picks
Dave's Picks es una serie de lanzamientos de álbumes en vivo de la banda estadounidense Grateful Dead, a través del sello discográfico Rhino.

## Antecedentes

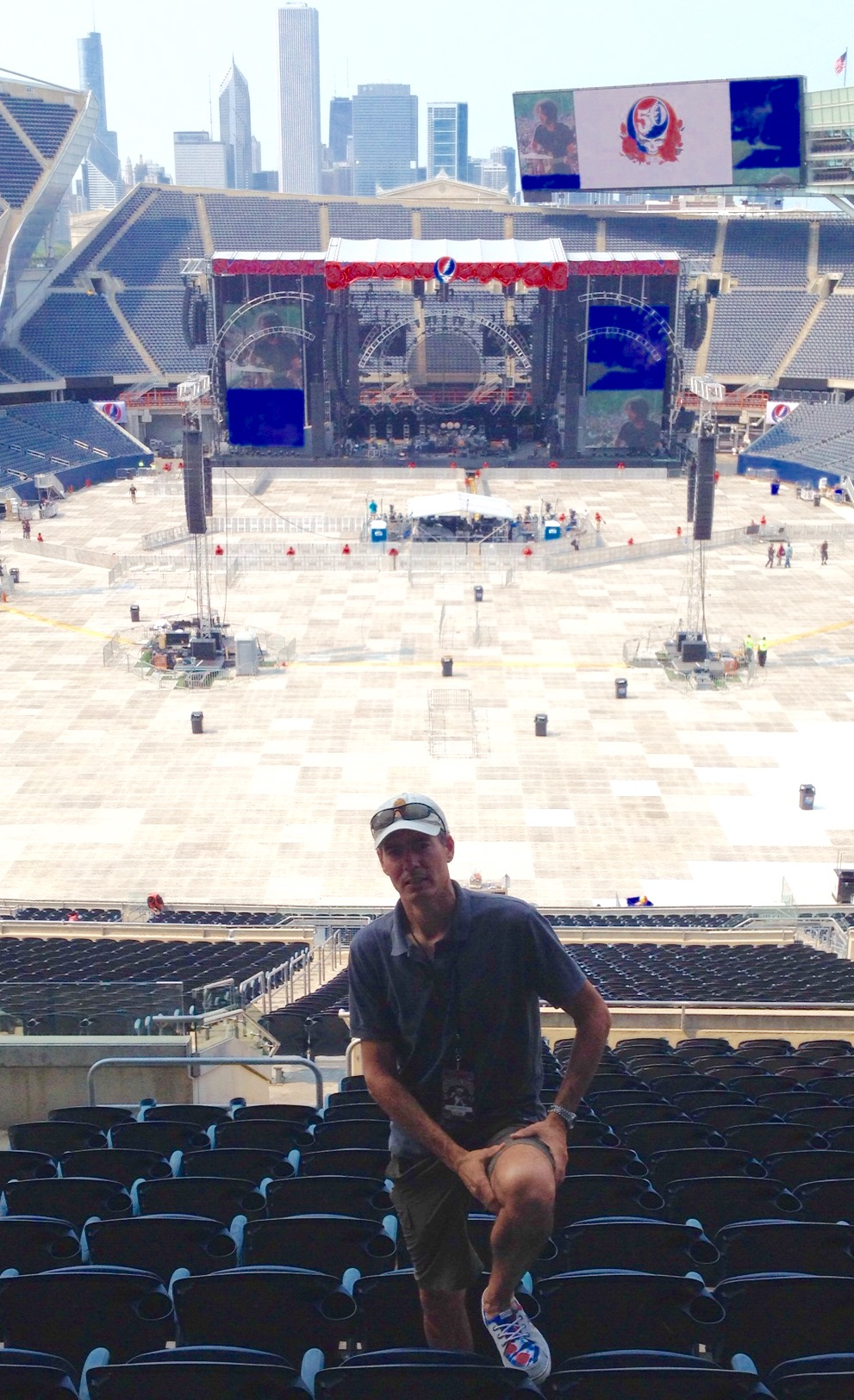
La serie Dave's Picks lleva el nombre del archivista David Lemieux.

En la década de 1990, The Grateful Dead comenzaron a publicar grabaciones oficiales de cajas de resonancia en una variedad de formas. Una serie fue iniciada por Dick Latvala, un ex comerciante de cintas que en la década de 1970 acumuló una colección de 800 programas en carrete a carrete. Después de convertirse en el archivero oficial de la banda, lanzó Dick's Picks, publicando periódicamente grabaciones de conciertos de las vastas bóvedas de la banda. Cuando Jerry García murió en 1995, terminó la era más famosa de Grateful Dead (aunque desde entonces otros miembros se han reunido con otros nombres de grupo). Pero Dick's Picks siguió adelante. Cuando Latvala falleció en 1999, David Lemieux asumió el cargo. Además de ser un comerciante apasionado, Lemieux tenía un título de posgrado en conservación de películas. Originalmente se había puesto en contacto con The Grateful Dead para preguntarles si tenían un archivo de vídeo de sus conciertos. La banda lo contrató para ayudar a catalogar esa sección de su bóveda, lo que lo convirtió en la elección natural para hacerse cargo de toda la biblioteca de The Grateful Dead después de la muerte de Latvala.
Lemieux continuó con Dick's Picks hasta 2005 y lanzó su propia serie Dave's Picks en 2012. Para entonces, la banda y la mayoría de los músicos se habían alejado del casete y utilizaban cintas de audio digitales, CD y otros formatos ya en la década de 1990. Pero Lemieux todavía usaba las grabaciones en casete de la propia banda para algunos lanzamientos más antiguos de su serie, y a menudo le impresionaba lo bien que se han conservado las cintas. “Vuelvo y escucho mis [cintas de audio digitales] de principios de los noventa, y tienen toneladas de problemas, abandonos y demás”, dijo. “Mientras que cuando pongo cualquiera de mis casetes de finales de los ochenta, hoy suenan tan bien como el día en que fueron grabados”.

## Lista de lanzamientos
| Dave's Picks, Vol. 1: The Mosque, Richmond, VA 5/25/77                                | - Publicación: 1 de febrero de 2012 - Discográfica: Rhino - Formato: CD, LP | —   | —  | 16  |
| Dave's Picks, Vol. 2: Dillon Stadium, Hartford, CT 7/31/74                            | - Publicación: 1 de mayo de 2012 - Discográfica: Rhino - Formato: CD        | 145 | 48 | 145 |
| Dave's Picks, Vol. 3: Auditorium Theatre, Chicago, IL 10/22/71                        | - Publicación: 1 de agosto de 2012 - Discográfica: Rhino - Formato: CD      | 34  | 9  | 34  |
| Dave's Picks, Vol. 4: College of William & Mary, Williamsburg, VA 9/24/76             | - Publicación: 1 de noviembre de 2012 - Discográfica: Rhino - Formato: CD   | —   | —  | —   |
| Dave's Picks, Vol. 5: Pauley Pavilion, UCLA, Los Angeles, CA 11/17/73                 | - Publicación: 1 de febrero de 2013 - Discográfica: Rhino - Formato: CD     | 38  | 12 | 38  |
| Dave's Picks, Vol. 6: San Francisco, 12/20/69 & St. Louis, 2/2/70                     | - Publicación: 1 de mayo de 2013 - Discográfica: Rhino - Formato: CD        | 32  | 11 | 32  |
| Dave's Picks, Vol. 7: Horton Field House, Illinois State, Normal, IL 4/24/78          | - Publicación: 1 de agosto de 2013 - Discográfica: Rhino - Formato: CD      | 26  | 3  | 26  |
| Dave's Picks, Vol. 8: Fox Theatre, Atlanta, GA 11/30/8                                | - Publicación: 1 de noviembre de 2013 - Discográfica: Rhino - Formato: CD   | —   | —  | —   |
| Dave's Picks, Vol. 9: Harry Adams Field House, U. of Montana, Missoula, MT 5/14/74    | - Publicación: 1 de febrero de 2014 - Discográfica: Rhino - Formato: CD     | 30  | 6  | 30  |
| Dave's Picks, Vol. 10: Thelma, Los Angeles, CA 12/12/69                               | - Publicación: 1 de mayo de 2014 - Discográfica: Rhino - Formato: CD        | 17  | 5  | 17  |
| Dave's Picks, Vol. 11: Century II Convention Hall, Wichita, KS 11/17/72               | - Publicación: 1 de agosto de 2014 - Discográfica: Rhino - Formato: CD      | —   | —  | —   |
| Dave's Picks, Vol. 12: Colgate University, Hamilton, NY 11/4/77                       | - Publicación: 1 de noviembre de 2014 - Discográfica: Rhino - Formato: CD   | 29  | 8  | 29  |
| Dave's Picks, Vol. 13: Winterland, San Francisco, CA 2/24/74                          | - Publicación: 1 de febrero de 2015 - Discográfica: Rhino - Formato: CD     | 32  | 5  | 21  |
| Dave's Picks, Vol. 14: Academy Of Music, New York, NY 3/26/72                         | - Publicación: 1 de mayo de 2015 - Discográfica: Rhino - Formato: CD        | 31  | —  | 16  |
| Dave's Picks, Vol. 15: Municipal Auditorium, Nashville, TN 4/22/78                    | - Publicación: 1 de agosto de 2015 - Discográfica: Rhino - Formato: CD      | —   | —  | —   |
| Dave's Picks, Vol. 16: Springfield Civic Center, Springfield, MA 3/28/73              | - Publicación: 1 de noviembre de 2015 - Discográfica: Rhino - Formato: CD   | 34  | 4  | 18  |
| Dave's Picks, Vol. 17: Selland Arena, Fresno, CA 7/19/74                              | - Publicación: 1 de febrero de 2016 - Discográfica: Rhino - Formato: CD     | 31  | 8  | 17  |
| Dave's Picks, Vol. 18: Orpheum Theatre, San Francisco, CA 7/17/76                     | - Publicación: 1 de mayo de 2016 - Discográfica: Rhino - Formato: CD        | 38  | 5  | 17  |
| Dave's Picks, Vol. 19: Honolulu Civic Auditorium, Honolulu, HI 1/23/70                | - Publicación: 1 de agosto de 2016 - Discográfica: Rhino - Formato: CD      | 26  | 3  | 7   |
| Dave's Picks, Vol. 20: CU Events Center, University of Colorado, Boulder, CO 12/9/81  | - Publicación: 1 de noviembre de 2016 - Discográfica: Rhino - Formato: CD   | 39  | 4  | 16  |
| Dave's Picks, Vol. 21: Boston Garden, Boston, MA 4/2/73                               | - Publicación: 1 de febrero de 2017 - Discográfica: Rhino - Formato: CD     | 26  | 3  | 10  |
| Dave's Picks, Vol. 22: Felt Forum, New York, NY 12/7/71                               | - Publicación: 1 de mayo de 2017 - Discográfica: Rhino - Formato: CD        | 34  | 5  | 11  |
| Dave's Picks, Vol. 23: McArthur Court, U. of Oregon, Eugene, OR 1/22/78               | - Publicación: 1 de agosto de 2017 - Discográfica: Rhino - Formato: CD      | 30  | 5  | 4   |
| Dave's Picks, Vol. 24: Berkeley Community Theatre, Berkeley, CA 08/25/72              | - Publicación: 1 de noviembre de 2017 - Discográfica: Rhino - Formato: CD   | 91  | 11 | 25  |
| Dave's Picks, Vol. 25: Broome County Veterans Memorial Arena, Binghamton, NY 11/6/77  | - Publicación: 26 de enero de 2018 - Discográfica: Rhino - Formato: CD      | 27  | 2  | 8   |
| Dave's Picks, Vol. 26: Albuquerque Civic Auditorium, Albuquerque, NM 11/17/71         | - Publicación: 27 de abril de 2018 - Discográfica: Rhino - Formato: CD      | 26  | 3  | 9   |
| Dave's Picks, Vol. 27: BSU Pavilion, Boise State University, Boise, ID 9/2/83         | - Publicación: 27 de julio de 2018 - Discográfica: Rhino - Formato: CD      | 29  | 5  | 6   |
| Dave's Picks, Vol. 28: Capitol Theatre, Passaic, NJ 6/17/76                           | - Publicación: 26 de octubre de 2018 - Discográfica: Rhino - Formato: CD    | 35  | 5  | 7   |
| Dave's Picks, Vol. 29: Swing Auditorium, San Bernardino, CA 2/26/77                   | - Publicación: 1 de febrero de 2019 - Discográfica: Rhino - Formato: CD     | 26  | 2  | 2   |
| Dave's Picks, Vol. 30: Fillmore East, New York, NY 1/2/70                             | - Publicación: 3 de mayo de 2019 - Discográfica: Rhino - Formato: CD        | 34  | 5  | 6   |
| Dave's Picks, Vol. 31: Uptown Theatre, Chicago, IL 12/3/79                            | - Publicación: 26 de julio de 2019 - Discográfica: Rhino - Formato: CD      | 26  | 3  | 4   |
| Dave's Picks, Vol. 32: The Spectrum, Philadelphia, PA 3/24/73)                        | - Publicación: 1 de noviembre de 2019 - Discográfica: Rhino - Formato: CD   | 22  | 1  | 3   |
| Dave's Picks, Vol. 33: Evans Field House, N. Illinois University, Dekalb, IL 10/29/77 | - Publicación: 31 de enero de 2020 - Discográfica: Rhino - Formato: CD      | 45  | 2  | 7   |
| Dave's Picks, Vol. 34: Jai-Alai Fronton, Miami, FL 6/23/74                            | - Publicación: 1 de mayo de 2020 - Discográfica: Rhino - Formato: CD        | 22  | 1  | 2   |
| Dave's Picks, Vol. 35: Philadelphia Civic Center, Philadelphia, PA 4/20/84            | - Publicación: 31 de julio de 2020 - Discográfica: Rhino - Formato: CD      | 30  | 2  | 3   |
| Dave's Picks, Vol. 36: Hartford Civic Center, Hartford, CT 3/26/87 & 3/27/87          | - Publicación: 30 de octubre de 2020 - Discográfica: Rhino - Formato: CD    | 25  | 5  | 4   |
| Dave's Picks, Vol. 37: College of William & Mary, Williamsburg, VA 4/15/78            | - Publicación: 29 de enero de 2021 - Discográfica: Rhino - Formato: CD      | 19  | 2  | 2   |
| Dave's Picks, Vol. 38: Nassau Veterans Memorial Coliseum, Uniondale, NY 9/8/73        | - Publicación: 30 de abril de 2021 - Discográfica: Rhino - Formato: CD      | 25  | 3  | 2   |
| Dave's Picks, Vol. 39: The Spectrum, Philadelphia, PA 4/26/83                         | - Publicación: 30 de julio de 2021 - Discográfica: Rhino - Formato: CD      | 16  | 1  | 3   |
| Dave's Picks, Vol. 40: Deer Creek Music Center, Noblesville, IN 7/18/90 & 7/19/90     | - Publicación: 29 de octubre de 2021 - Discográfica: Rhino - Formato: CD    | 13  | 1  | 2   |
| Dave's Picks, Vol. 41: Baltimore Civic Center, Baltimore, MD 5/26/77                  | - Publicación: 28 de enero de 2022 - Discográfica: Rhino - Formato: CD      | 13  | 1  | 2   |
| Dave's Picks, Vol. 42: Winterland, San Francisco, CA 2/23/74                          | - Publicación: 29 de abril de 2022 - Discográfica: Rhino - Formato: CD      | 12  | 1  | 3   |
| Dave's Picks, Vol. 43: San Francisco, 11/2/69 & Dallas, 12/26/69                      | - Publicación: 29 de julio de 2022 - Discográfica: Rhino - Formato: CD      | 11  | 2  | 4   |
| Dave's Picks, Vol. 44: Autzen Stadium, U. of Oregon, Eugene, OR 6/23/90               | - Publicación: 28 de octubre de 2022 - Discográfica: Rhino - Formato: CD    | 13  | 3  | 3   |
| Dave's Picks, Vol. 45: Paramount Theatre, Portland, OR 10/1/77 & 10/2/77              | - Publicación: 27 de enero de 2023 - Discográfica: Rhino - Formato: CD      | 18  | 5  | 2   |
| Dave's Picks, Vol. 46: Hollywood Palladium, Los Angeles, CA 9/9/72                    | - Publicación: 28 de abril de 2023 - Discográfica: Rhino - Formato: CD      | 28  | 3  | 4   |
| Dave's Picks, Vol. 47: Kiel Auditorium, St. Louis, MO 12/9/79                         | - Publicación: 28 de julio de 2023 - Discográfica: Rhino - Formato: CD      | 27  | 3  | 5   |
| Dave's Picks, Vol. 48:                                                                | - Publicación: 27 de octubre de 2023 - Discográfica: Rhino - Formato: CD    | —   | —  | —   |